# مجلس النواب الأردني الثامن عشر
مجلس النواب الأردني الثامن عشر (28 سبتمبر 2016 - 27 سبتمبر 2020) هو المجلس الثامن عشر منذ اعلان استقلال المملكة الأردنية الهاشمية عام 1947، أجريت الانتخابات النیابیة للمجلس في 20 سبتمبر 2016 وفق قانون الانتخاب لمجلس النواب لسنة 2016، وجرى إعلان النتائج في 22 سبتمبر، بلغ عدد المقاعد النيابية 130 مقعداً، جرى التنافس عليها من قبل 1252 مرشحًا.
في 7 نوفمبر 2016 افتتح الملك عبد الله الثاني الدورة العادية الأولى لمجلس الامة الثامن عشر بخطاب العرش السامي.
بعد أربع سنوات، تحديدًا في 27 سبتمبر 2020 صدرت الإرادة الملكية بحل المجلس النيابي تمهيدًا لإجراء انتخابات المجلس التاسع عشر في نوفمبر 2020.

## أعضاء المجلس
أسماء أعضاء المجلس بالترتيب الهجائي:
1. ابتسام يوسف خليل النوافلة
2. ابراهيم حسين العلي بني هاني
3. ابراهيم عبدالرزاق سليمان أبو العز
4. ابراهيم محفوظ عطالله البدور
5. ابراهيم محمد سلمان أبو السيد
6. ابراهيم مشرف الرضوان القرعان
7. احمد إبراهيم سلامة الهميسات
8. احمد حسن سليمان الفريحات
9. احمد سلامة فالح اللوزي
10. احمد محمد علي الصفدي
11. انتصار بادي مصطفى حجازي
12. اندريه مراد محمود عبدالجليل حواري
13. انصاف احمد سلامة الخوالدة
14. أحمد سليمان عوض الرقب
15. بركات كامل عبدالكريم النمر المهيرات العبادي
16. تامر شاهر سيد محمد بينو
17. جمال عيسى جريس قموه
18. جودت إبراهيم ناصر الدرابسة
19. حابس ركاد خليف الشبيب
20. حابس سامي مثقال الفايز
21. حازم صالح صالح المجالي
22. حسن عصري عبدالقادر السعود
23. حسن مفلح عودة الله العجارمة
24. حسني محمد فندي الشياب
25. حسين عطية موسى القيسي
26. حمود إبراهيم احمد الزواهرة
27. حياة حسين علي مسيمي
28. خالد رمضان محمد عواد
29. خالد زاهر العبد الفناطسة
30. خالد عبدالرزاق موسى الحياري
31. خالد محمود محمد البكار البشتاوي
32. خالد موسى عيسى العبدالله أبو حسان
33. خليل حسين خليل عطية
34. خميس حسين خليل عطية
35. خير عبدالله عياد أبو صعيليك
36. ديمه محمد طارق طهبوب
37. راشد محمد سليمان الشوحه
38. رائد عقله مفلح الخزاعله
39. رجا جزاع علي الصرايرة
40. رسميه علي عوض الكعابنة
41. رمضان محمد فلاح الحنيطي
42. رندة عباطه عبدالله الشعار
43. رياض محمد عرسان العزام
44. ريم عقلة نواش أبو دلبوح
45. زيد محمد فلاح الشوابكة
46. زينب حمود سالم الزبيد
47. سعود سالم علي أبو محفوظ
48. سليمان حويلة عيد الزبن
49. شاهه سالم سليم أبو شوشه العمارين
50. شعيب خلف المحمد الشديفات
51. صالح ساري محمد ابوتايه
52. صالح عبدالكريم شحادة العرموطي
53. صباح سهو فريج الشعار
54. صداح أحمد محمد الحباشنة
55. صفاء عبدالله محمد المومني
56. صوان طلب مريبيع الشرفات
57. طارق سامي حنا خوري
58. عاطف يوسف صالح الطراونة
59. عبد علي محمد عليان المحسيري
60. عبدالرحمن حسين محمد العوايشة
61. عبدالقادر سلمان نوري الفشيكات الازايدة
62. عبدالكريم فيصل ضيف الله الدغمي
63. عبدالله بديع محمد عبدالدايم القرامسة
64. عبدالله علي عودة العكايلة
65. عبدالله غانم سليمان الزريقات
66. عبدالله قاسم محمد عبيدات
67. عبدالمنعم صالح شحادة العودات
68. عدنان سعيد محمد الركيبات
69. عزيز محمد علي سلمان العبيدي
70. عقله غمار مفلح الزبون
71. علي خلف رضوان الحجاحجة
72. علي سالم فاضل الخلايلة
73. عليا عودة نصار أبو هليل
74. عمر صبحي شحادة قراقيش
75. عواد محمد سلمان الزوايدة
76. عيسى علي عيسى خشاشنة
77. غازي محمد سالم الهواملة
78. فضيل منور فضيل النهار المناصير العبادي
79. فضيه عبدالله فالح أبو قدورة الديات
80. فواز محمود مفلح الزعبي
81. فوزي شاكر طعيمه داوود
82. فيصل نايف جاد الاعور
83. قصي احمد عبدالحميد الدميسي
84. قيس خليل يعقوب زيادين
85. كمال احمد محمد الزغول
86. ماجد محمود حسن قويسم
87. مازن تركي سعود القاضي
88. مجحم حمد حسين الصقور
89. محاسن منيزل عطية الشرعة
90. محمد جميل محمد الظهراوي
91. محمد حسين محمد أبو سته العياصرة
92. محمد راشد عودة البرايسة
93. محمد سعد سلامة العتايقة
94. محمد ضيف الله سليمان الفلاحات
95. محمد عبدالفتاح محمود هديب
96. محمد علي حسن الرياطي
97. محمد ناصر سليم الزعبي
98. محمد نوح علي معابدة القضاة
99. محمود احمد السعود العدوان
100. محمود جميل خلف الفراهيد
101. محمود خلف حمد النعيمات
102. محمود عطالله يونس طيطي
103. مرام مسلم علي الحيصة
104. مرزوق حمد عواد الهبارنة الدعجة
105. مصطفى رمضان عبدالقادر ياغي
106. مصطفى عبدالرحمن مازن العساف
107. مصطفى فؤاد محمد الخصاونة
108. مصلح أحمد موسى الطراونة
109. معتز محمد موسى أبو رمان
110. مفلح محمد مفلح الخزاعلة
111. منال علي عبدالرحمن الضمور
112. منتهى عبدالجواد احمد البعول
113. منصور سيف الدين مراد سجاجه
114. موسى بركات سعود الزواهرة
115. موسى علي محمد الوحش
116. موسى علي محمد هنطش
117. نبيل كامل أحمد الشيشاني
118. نبيل ميخائيل عودة الغيشان
119. نصار حسن سالم القيسي
120. نضال محمود احمد الطعاني
121. نواف حسين فرحان النعيمات
122. نواف مقبل سلمان المعلى الزيود
123. هدى حسين محمد العتوم
124. هيا حسين علي مفلح الشبلي العبادي
125. هيثم جريس عودة الزيادين
126. وائل موسى يوسف رزوق
127. وصفي هلال عبدالله حداد
128. وفاء سعيد يعقوب بني مصطفى
129. يحيى محمد محمود السعود
130. يوسف محمد يوسف الجراح